# 和歌山県立古座高等学校
和歌山県立古座高等学校（わかやまけんりつ こざこうとうがっこう）は、和歌山県東牟婁郡串本町（旧東牟婁郡古座町）中湊370にあった県立高等学校である。

## 沿革
- 1918年（大正7年） - 古座実業学校として創立。
- 2004年（平成16年）- 串本高校との統合計画が発表される。
- 2007年（平成19年） - 7月2日の和歌山県教育委員会臨時会にて、2008年度に和歌山県立串本高等学校と統合し同校の分校舎とすることが決定。次年度以降の生徒募集を停止。
- 2008年（平成20年）4月 - 串本高校と統合。校名を和歌山県立串本古座高等学校とし、古座校舎となり新入生を迎える。
- 2010年（平成22年）4月 - 古座高校、串本高校両校が最後の卒業生（2007年度入学生）を送り出して閉校。和歌山県立串本古座高等学校に一本化される。なお、古座高校が統合前に行っていた連携型中高一貫教育は、新設の串本古座高校古座校舎に引き継がれている。
- 2019年（平成31年）3月 - 串本古座高校古座校舎が閉校舎。

## 著名な出身者
- 寺田雅彦 - 日本ビクター株式会社 代表取締役社長
- 岩見よしまさ - お笑いコンビ、飛石連休メンバー